# Eduard I.
Eduard I. (17. června 1239, Westminsterský palác – 7. července 1307), zvaný „Dlouhán“ (Edward Longshanks) či „Kladivo na Skoty“ (Hammer of the Scots), byl anglický král z rodu Plantagenetů. Na anglický trůn nastoupil roku 1272, po smrti svého otce Jindřicha III., a vládl až do roku 1307. Jeho významným počinem bylo obsazení velké části Walesu a totéž se mu téměř podařilo i se Skotskem (jeho následník Eduard II. však vliv ve Skotsku ztratil).

## Život

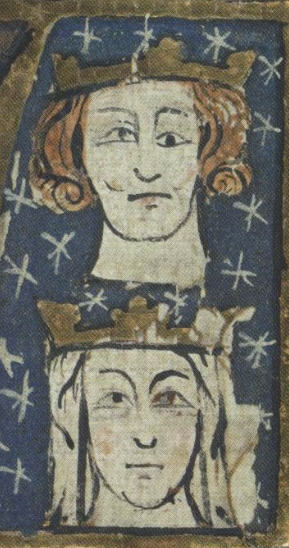
Eduard a Eleonora (dobová iluminace)

Eduard se narodil 17. června 1239 ve Westminsterském paláci. Byl pojmenován po Eduardovi Vyznavačovi, kterého jeho otec velmi uznával. Eduard dostal brzy darem pozemky, a to včetně oblasti Gaskoňska. Rok před tím, než daroval pozemky Eduardovi, jmenoval Jindřich na sedm let správcem v Gaskoňsku Simona z Montfortu, takže Eduard neměl v Gaskoňsku žádný vliv, ani prospěch.
Eduardova první svatba byla dojednána roku 1254 otcem a Alfonsem Kastilským, bratrem nevěsty. Alfons trval na tom, aby Eduard obdržel darem pozemky s ročním výnosem 15 000 marek a aby ho mohl povýšit na rytíře. Eduard odcestoval s obrovským doprovodem v červnu do Kastilie, kde ho Alfonso v Las Huelgas povýšil do rytířského stavu a 1. listopadu 1254 se Eduard oženil se svou vrstevnicí Eleonorou Kastilskou. Po šesti týdnech plných svatebních oslav se novomanželé vydali do Gaskoňska.
| „               | Tam Eduarda přivítal jeho otec jako Božího anděla, s nesmírným jásotem. | “ |
| — Matthew Paris |                                                                         |   |

Eduardova povaha byla velmi odlišná od povahy jeho otce. Jindřich, který vládl Anglii v době Eduardova dětství, se snažil dosáhnout dohody se svými odpůrci. Naproti tomu Eduard byl velmi ambiciózní a schopný válečník, nadšený jezdec a lovec.
Eduard a Eleanor se do Anglie vrátili z evropské pevniny roku 1255. Kronikář Matthew Paris uvádí, že se Eduard se svým otcem nepohodl kvůli Gaskoňsku. Eduardovy a Jindřichovy názory se rozcházely a 9. září 1256 Eduard, bez otcova vědomí, podepsal dohodu s Gailardem de Soler, vládcem jedné bordeauxské politické frakce. Nicméně Eduardovy možnosti byly omezeny tím, že v Gaskoňsku působil Stephen Longespée, správce dosazený Jindřichem. Eduardovi byly věnovány i jiné pozemky ve Walesu a Irsku, ale z různých důvodů se správě těchto nemovitostí nevěnoval.
Roku 1258 byl Jindřich donucen akceptovat Oxfordská ustanovení. To přimělo Eduarda, aby se přiklonil na stranu baronů a jejich reformy. 15. října 1259 vyjádřil souhlas s tím, čeho chtěli baronové dosáhnout. Krátce nato odjel král do Francie, aby dosáhl mírové dohody a Eduard to využil ke schůzce se svými spojenci. Jindřich zjistil, že Eduard usiluje o trůn, a tak se na jaře roku 1260 vrátil do Londýna. Přinutil Eduardovy spojence, aby se vzdali svých hradů, a Eduardova nezávislost byla silně omezena.
V bitvě u Lewes roku 1264 byl Eduard společně s otcem, strýcem Richardem a bratrancem Jindřichem zajat vítěznými barony. Král byl v neustálé blízkosti Jindřicha z Montfortu a jeho ženy a zbylá trojice zůstala v domácím vězení na hradě Wallingford. Jindřich z Almainu často cestoval jako kurýr na francouzský dvůr a Eduard svým věznitelům utekl. Spíše ujel.
Bitva u Eveshamu se konala 31. července 1265 a Eduard baronské vojsko Simona z Montfortu porazil. Montfort v bitvě společně se dvěma syny zahynul a starý král Jindřich III. byl osvobozen.

### Svatá země

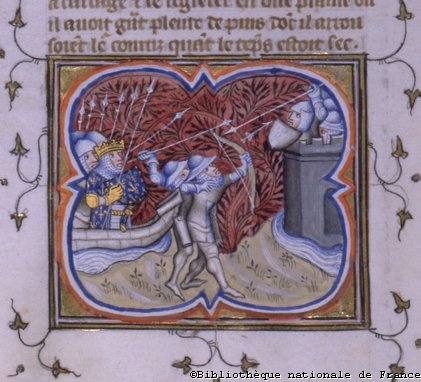
Křižáci obléhají Tunis (dobová miniatura)

Roku 1266 dorazil do Anglie papežský legát kardinál Ottobono a žádal, aby se Eduard, spolu s francouzským králem účastnil osmé křížové výpravy. Uvádí se, že Eduardova armáda nebyla příliš velká a čítala asi jen 1000 vojáků. Mnoho z účastníků výpravy byli Eduardovi blízcí přátelé a rodinní příslušníci, včetně jeho manželky Eleanory. Aby mohl financovat náklady spojené s výpravou, musel Eduard požádat parlament o půjčku a zadlužit se u Ludvíka IX.
| „         | ... tento Francouz, poté co se zachránil z muslimských rukou, chtěl zaútočit na Túnis v Africe. Chtěl využít hladu a umírání, které tam panovalo, a nechal povolat do zbraně křesťanské krále... | “ |
| — Maqrízí | |   |

Původním cílem výpravy bylo osvobození pevnosti v Akkonu, ale Ludvík IX. se odchýlil a dorazil do Tunisu, kde se mu podařilo dobýt Kartágo. Dalšímu úspěchu se postavila do cesty epidemie. V době Eduardova příjezdu v květnu 1271, byl Ludvík IX. i jeho syn Jan mrtev. Větší část francouzského vojska se vrátila zpět do Francie, ale část se připojila k Eduardovi a jeho tisícovce rytířů. Princ pokračoval do Akkonu, aby se připojil k deváté křížové výpravě. Krátce nato napadl město Quaqun. Roku 1272 se Eduardovi podařilo uzavřít se sultánem Bajbarsem desetileté příměří. Princova pověst po uzavření příměří stoupla na ceně, byl srovnáván dokonce s Richardem I.
Příměří a následky zranění přiměly Eduarda k návratu do Anglie. Na zpáteční cestě výpravu stihla divoká bouře, která zapříčinila ztroskotání lodi. Při zotavené na Sicílii přišla zpráva o smrti krále Jindřicha. Eduard jako nový král složil v Paříži lenní přísahu novému francouzskému králi Filipovi.
| „ | Zavazuji se ti věrností za veškeré země, jež bych od tebe měl mít v držení. | “ |

## Nástup na trůn

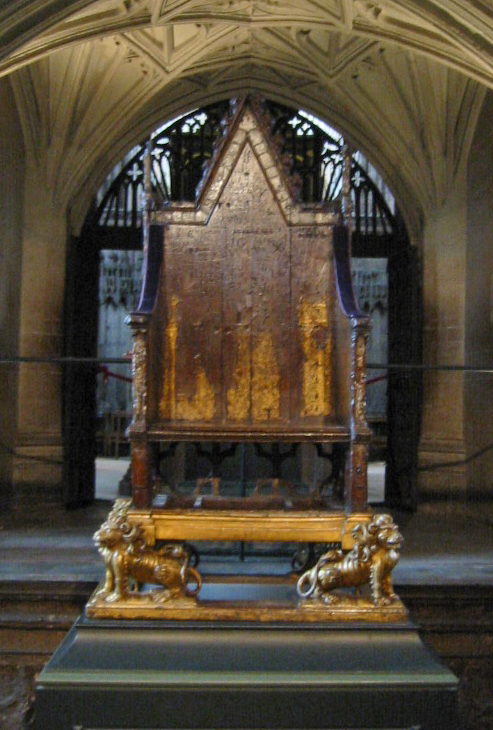
Královský trůn (Westminsterské opatství)

Eduardův nástup na trůn byl historickým předělem. Do té doby byli angličtí panovníci považováni za krále až po jejich korunovaci. Eduard, podle předchozí dohody, která byla uzavřena před odjezdem na křížovou výpravu, byl považován za nástupce svého otce v případě jeho nenadálé smrti, i když byl prohlášen králem až 20. listopadu 1272, čtyři dny po Jindřichově smrti. K samotné korunovaci došlo až po návratu z téměř ročního pobytu v Gaskoňsku. Konala v novém chrámu Westminsterského opatství 19. srpna 1274.

### Války ve Walesu
Jednou z prvních Eduardových akcí bylo dobytí Walesu. V 50. letech 13. století Jindřich III. a Eduard dobyli Wales. Ovládli velkou část Walesu, ale Velšané vedeni Llywelynem ap Gruffyddem je odrazili. I když Angličané poslali do války čerstvé posily, byli poraženi. Vítězství Velšanů vedlo roku 1267 v Montgomery k podpisu dohody, která dovolila Llywelynovi rozšířit panství Walesu na jih, kde byla území dříve spravovaná Anglií, a vládci Walesu obdrželi titul princ z Walesu (správněji kníže velšský), s povinností poslušnosti anglickému králi.
Llywelyn opakovaně odmítl v letech 1274 až 1276 slíbit poslušnost Eduardovi, protože ten podle něj porušil ustanovení z Montgomery, tím, že na svůj dvůr pozval Llywelynova bratra Dafydda. Eduard shromáždil obrovskou armádu, z níž asi polovinu tvořili Velšané, kteří byli nespokojení s Llywelynovou vládou, a zahájil své první tažení do Walesu (1276–1277). Po zkušenostech z předchozích porážek upravil svoji taktiku tak, aby odpovídala místním podmínkám. Po tomto tažení musel Llywelyn slíbit Eduardovi poslušnost a pod jeho vládou zůstal jen Gwynedd. Nicméně Eduard mu povolil nosit titul prince velšského a svolil k jeho sňatku s Eleonorou, dcerou Simona z Montfortu.

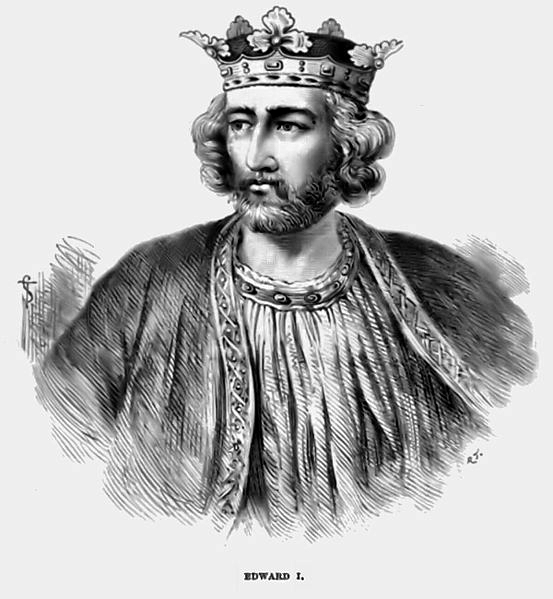
Eduard I. (Cassellova History of England z roku 1902)

Llywelynův mladší bratr Dafydd, který byl dříve Eduardovým spojencem, zahájil roku 1282 vzpouru, ke které se brzy připojil jeho bratr Llywelyn a další Velšané, a zahájili boj o národní nezávislost. Eduard byl tímto vývojem překvapen, ale reagoval rychle a zrušil Velšskou monarchii navždy. Zpočátku nebyli Angličané úspěšní. Vojsko hraběte z Gloucesteru bylo poraženo na jihu a na severu anglická armáda, která chtěla proniknout z Anglesey do centra Walesu, byla poražena armádou prince Gwynedda. Odpor Velšanů ale náhle ustal, když byl v prosinci 1282 v bezvýznamné bitvě u Irfon Bridge zabit Llywelyn. Dafydd a Gruffud byli zajati a popraveni. Aby zabezpečil svou vládu ve Walesu, nechal Eduard postavit ve Walesu síť masivních kamenných hradů. Náklady s tím spojené vyčerpaly státní pokladnu a přispěly ke králově neúspěchu ve Skotsku.
Knížectví Wales bylo začleněno do Anglického království zákonem z roku 1284 a roku 1301 jmenoval Eduard svého nejstaršího syna Eduarda princem z Walesu. Od té doby, s výjimkou Eduarda III., byl tento titul udílen nejstaršímu synu anglických panovníků.

### Války ve Skotsku
Roku 1289, po tříletém pobytu v Gaskoňsku, obrátil Eduard svou pozornost na Skotsko. Měl v úmyslu oženit svého syna a nástupce Eduarda s Markétou Skotskou. Po její smrti bez zřejmých následníků byl Eduard vyzván skotskou šlechtou jako arbitr nástupnictví, aby země neupadla do občanské války. Před ukončením jednání o nástupnictví a k překvapení mnoha Skotů, Eduard vyjádřil své přání, aby se stal svrchovaným pánem Skotska. Po několika týdnech vyjednávání byl tento požadavek přijat, ale Eduardova svrchovanost měla mít omezené trvání.
Tato pozice mu dala právo podílet se na rozhodování, kdo má být novým skotským králem. Po dlouhých vyjednáváních se Eduard přiklonil na stranu Jana Balliola. Ten byl 30. listopadu 1292 korunován skotským králem Janem I.
Po Janově korunovaci ale Eduard odmítl, že by jeho svrchovanost nad Skotskem měla být jen dočasná. Skotský král Jan byl přinucen podepsat listinu, jež Eduarda zbavovala jeho dřívějších závazků vzdát se svrchovanosti. Brzy si uvědomil, že je Eduardovým vazalem zodpovědným mu za své poddané. Když roku 1294 Eduard vyžadoval vojenskou podporu v tažení proti Francii, byla to poslední kapka, kterou přetekla míra jeho trpělivosti. Roku 1295 Skotové uzavřeli s Francií mír a vyhlásili válku Anglii.
Válka začala v březnu 1296, kdy Skotové překročili anglické hranice a neúspěšně zaútočili na Carlisle. Nedlouho poté Eduardova velká armáda vyrazila do Skotska a požadovala kapitulaci města Berwick-upon-Tweed. Když byl jejich požadavek odmítnut, zaútočili Angličané na město a většinu jeho obyvatel pobili. Historické prameny nejsou v počtu obětí přesné, ale odhaduje se, že bylo zabito mezi 7000 až 60 000 lidí.

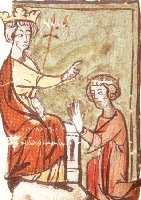
Eduard se synem (dobová miniatura)

Po masakru v Berwicku a porážce skotské armády roku 1296 v bitvě u Dunbaru pokračoval Eduard na sever, obsadil Edinburgh a dorazil až na úroveň Elginu, dál než kterýkoli anglický král před ním. Při svém návratu zabavil takzvaný Sconeský kámen (Stone of Destiny) a odvezl ho do Westminsteru. Skotský král Jan byl uvězněn na tři roky v londýnském Toweru. Poté byl na papežovu přímluvu propuštěn a mohl se usídlit na pozemcích svých předků ve Francii. Všichni skotští svobodní vlastníci pozemků byli přinuceni přísahat Eduardovi věrnost a ten poté řídil Skotsko jako provincii.
Proti této vládě vypukla vzpoura vedená Williamem Wallacem. Eduardova armáda jeho vojsko 23. srpna 1305 v bitvě u Falkirku porazila a Eduard nechal Williama popravit. I když v bitvě zvítězil, utrpěla jeho armáda velké ztráty a Eduard byl nucen vrátit se zpět do Anglie.
Kapitulace skotské politické reprezentace vyvolala v Eduardovi dojem, že má situaci ve Skotsku pod kontrolou. Jeho úvahy o stabilizaci vlády ve Skotsku byly přerušeny Robertem Brucem, který zabil vlivného skotského šlechtice Jana Comyna a zmocnil se skotského trůnu. Eduard byl touto skotskou vzpourou velmi rozčílen a nařídil, aby byla nemilosrdně potlačena. Následovalo hromadné zatýkání a věšení Robertových přívrženců. I když byl Robert Bruce v počátku ze Skotska vyhnán, roku 1307 se vrátil. Eduard byl nespokojen s neschopností svých mužů zajmout Roberta, a tak začal organizovat vojenskou výpravu, do jejíhož čela se chtěl postavit. Příliš starý a unavený král však zemřel předtím, než mohl do Skotska dorazit.

### Vláda a právo
Na rozdíl od svého otce se Eduard velmi zajímal o vládu a provedl mnoho reforem, aby obnovil královskou kontrolu ve správě země. Za doby jeho vlády se pravidelně začal scházet parlament. I když byly pravomoci tohoto parlamentu velmi omezené a týkaly se pouze daní, umožnily králi získat jejich prostřednictvím takové prostředky, které jeho otec vybrat nedokázal. Eduard nechal provést první geografický popis země.
Po návratu z křížové výpravy v říjnu roku 1274 provedl důkladnou kontrolu činnosti královských a panských úředníků a zneužívání úřední moci. Po zjištění obrovského množství nepravostí byl vydán dokument Hundred Rolls, který popisoval nedostatky v uplatňování královské moci. Eduard na základě zkušeností zpracovaných v tomto dokumentu nechal vydat mnoho zákonů. Vydávání těchto předpisů, které měly odstranit nedostatky, pokračovalo až do smrti jeho blízkého poradce Roberta Brunella roku 1292. Královna Eleonora svého muže v zákonodárném snažení podporovala.

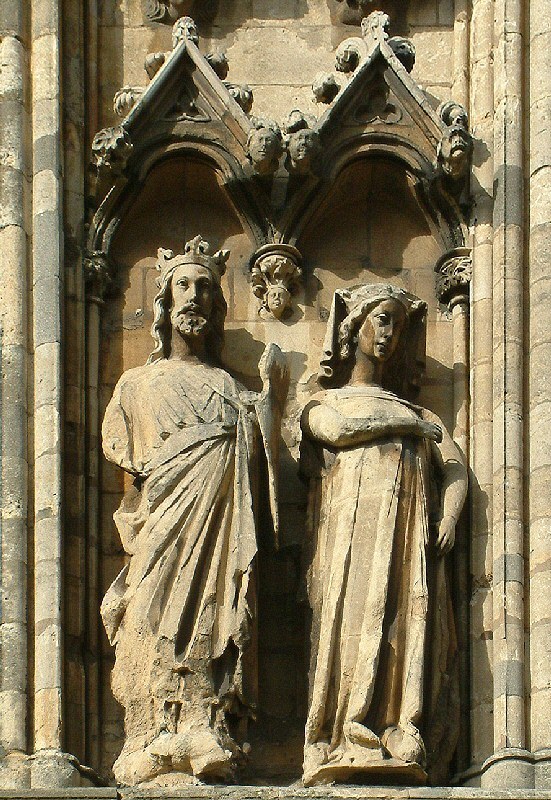
Eduard a Eleonora (Lincolnská katedrála)

### Vztahy k Židům
Poté co dosáhl zvýšení vlivu dvora nad barony, jeho popularita poklesla. Aby zvýšil svou popularitu a získal podporu pro výpravy do Walesu a Skotska, začal Eduard kritizovat lichvářství. Roku 1275 vydal Zákon o Židech, který obsahoval mnoho omezení pro Židy v Anglii. Hlavním ustanovením bylo označení lichvy za nezákonné. Židé museli na svém oblečení nosit žlutou hvězdu. Roku 1279 nechal uvěznit všechny vedoucí představitele židovské obce a asi 300 jich nechal popravit. Eduard se tak stal národním hrdinou a získal podporu, kterou potřeboval.
18. července 1290 vydal Vyhlášku o vyhnanství (Edict of Expulsion), kterou formálně vyhnal všechny Židy z Anglie. Hlavním důvodem této akce byly finanční prostředky, protože všechen jejich majetek a finanční prostředky byly zabaveny. Králi se říkalo Le Roi Coveytus neboli král chtivec. 

## Konec života
Eduardovo stáří bylo poznamenáno smrtí jeho první manželky Eleanory. Nechal postavit „Eleanořiny kříže“ na každém místě, kde se zastavil k nočnímu odpočinku průvod dopravující její ostatky. Společně jsou na sousoší v průčelí katedrály v Lincolnu. S druhou manželkou, Markétou Francouzskou, se oženil roku 1299 jako šedesátiletý muž. Z tohoto manželství vzešli tři potomci. Jeho plány na obsazení Skotska padly. Roku 1307 zemřel při v tažení proti skotským vzbouřencům v Burgh-by-Sands na hranicích se Skotskem. Jeho ostatky byly uloženy ve Westminsterském opatství v prosté černé hrobce. Později byl na tuto hrobku doplněn text Zde leží Eduard I., kladivo na Skoty.

## Vývod z předků
|           |                                 |  |                       |                            |  |  |  |  |  |  |  | Geoffroy V. z Anjou |
|           |                                 |  |                       |                            |  |  |  |  |  |  |  |                     |
|           | Jindřich II. Plantagenet        |  |                       |                            |  |  |  |  |  |  |  |                     |
|           |                                 |  |                       |                            |  |  |  |  |  |  |  |                     |
|           |                                 |  |                       | Matylda Anglická           |  |  |  |  |  |  |  |                     |
|           |                                 |  |                       |                            |  |  |  |  |  |  |  |                     |
|           | Jan Bezzemek                    |  |                       |                            |  |  |  |  |  |  |  |                     |
|           |                                 |  |                       |                            |  |  |  |  |  |  |  |                     |
|           |                                 |  |                       | Vilém X. Akvitánský        |  |  |  |  |  |  |  |                     |
|           |                                 |  |                       |                            |  |  |  |  |  |  |  |                     |
|           | Eleonora Akvitánská             |  |                       |                            |  |  |  |  |  |  |  |                     |
|           |                                 |  |                       |                            |  |  |  |  |  |  |  |                     |
|           |                                 |  |                       | Eleonora ze Châtelleraultu |  |  |  |  |  |  |  |                     |
|           |                                 |  |                       |                            |  |  |  |  |  |  |  |                     |
|           | Jindřich III. Plantagenet       |  |                       |                            |  |  |  |  |  |  |  |                     |
|           |                                 |  |                       |                            |  |  |  |  |  |  |  |                     |
|           |                                 |  |                       | Vilém IV. z Angoulême      |  |  |  |  |  |  |  |                     |
|           |                                 |  |                       |                            |  |  |  |  |  |  |  |                     |
|           | Aymer z Angoulême               |  |                       |                            |  |  |  |  |  |  |  |                     |
|           |                                 |  |                       |                            |  |  |  |  |  |  |  |                     |
|           |                                 |  |                       | Markéta z Turenne          |  |  |  |  |  |  |  |                     |
|           |                                 |  |                       |                            |  |  |  |  |  |  |  |                     |
|           | Isabela z Angoulême             |  |                       |                            |  |  |  |  |  |  |  |                     |
|           |                                 |  |                       |                            |  |  |  |  |  |  |  |                     |
|           |                                 |  |                       | Petr I. z Courtenay        |  |  |  |  |  |  |  |                     |
|           |                                 |  |                       |                            |  |  |  |  |  |  |  |                     |
|           | Alice z Courtenay               |  |                       |                            |  |  |  |  |  |  |  |                     |
|           |                                 |  |                       |                            |  |  |  |  |  |  |  |                     |
|           |                                 |  |                       | Alžběta z Courtenay        |  |  |  |  |  |  |  |                     |
|           |                                 |  |                       |                            |  |  |  |  |  |  |  |                     |
| Eduard I. |                                 |  |                       |                            |  |  |  |  |  |  |  |                     |
|           |                                 |  |                       |                            |  |  |  |  |  |  |  |                     |
|           |                                 |  | Alfons VII. Kastilský |                            |  |  |  |  |  |  |  |                     |
|           |                                 |  |                       |                            |  |  |  |  |  |  |  |                     |
|           | Alfons II. Provensálský         |  |                       |                            |  |  |  |  |  |  |  |                     |
|           |                                 |  |                       |                            |  |  |  |  |  |  |  |                     |
|           |                                 |  |                       | Sancha Kastilská           |  |  |  |  |  |  |  |                     |
|           |                                 |  |                       |                            |  |  |  |  |  |  |  |                     |
|           | Ramon Berenguer V. Provensálský |  |                       |                            |  |  |  |  |  |  |  |                     |
|           |                                 |  |                       |                            |  |  |  |  |  |  |  |                     |
|           |                                 |  |                       | Renier ze Sabranu          |  |  |  |  |  |  |  |                     |
|           |                                 |  |                       |                            |  |  |  |  |  |  |  |                     |
|           | Garsenda ze Sabranu             |  |                       |                            |  |  |  |  |  |  |  |                     |
|           |                                 |  |                       |                            |  |  |  |  |  |  |  |                     |
|           |                                 |  |                       | Garsenda z Forcalquier     |  |  |  |  |  |  |  |                     |
|           |                                 |  |                       |                            |  |  |  |  |  |  |  |                     |
|           | Eleonora Provensálská           |  |                       |                            |  |  |  |  |  |  |  |                     |
|           |                                 |  |                       |                            |  |  |  |  |  |  |  |                     |
|           |                                 |  |                       | Humbert III. Savojský      |  |  |  |  |  |  |  |                     |
|           |                                 |  |                       |                            |  |  |  |  |  |  |  |                     |
|           | Tomáš I. Savojský               |  |                       |                            |  |  |  |  |  |  |  |                     |
|           |                                 |  |                       |                            |  |  |  |  |  |  |  |                     |
|           |                                 |  |                       | Beatrix z Viennois         |  |  |  |  |  |  |  |                     |
|           |                                 |  |                       |                            |  |  |  |  |  |  |  |                     |
|           | Beatrix Savojská                |  |                       |                            |  |  |  |  |  |  |  |                     |
|           |                                 |  |                       |                            |  |  |  |  |  |  |  |                     |
|           |                                 |  |                       | Vilém I. ze Ženevy         |  |  |  |  |  |  |  |                     |
|           |                                 |  |                       |                            |  |  |  |  |  |  |  |                     |
|           | Markéta ze Ženevy               |  |                       |                            |  |  |  |  |  |  |  |                     |
|           |                                 |  |                       |                            |  |  |  |  |  |  |  |                     |
|           |                                 |  |                       | Beatrix z Faucigny         |  |  |  |  |  |  |  |                     |
|           |                                 |  |                       |                            |  |  |  |  |  |  |  |                     |